# Vinícius Rocha
Vinícius Nunes Rocha (São Vicente, 30 marzo 1995) è un giocatore di calcio a 5 brasiliano, campione sudamericano con la nazionale brasiliana nel 2017 e nel 2024.

## Carriera
Con la Nazionale maschile di calcio a 5 del Brasile, Rocha ha vinto due edizioni della Copa América (2017 e 2024). Nel 2021 viene incluso nella lista definitiva dei convocati della Seleção per la Coppa del Mondo, conclusa dai sudamericani al terzo posto.

## Palmarès

### Club

#### Competizioni nazionali
- Campionato brasiliano: 1
Corinthians: 2016
- Supercoppa brasiliana: 1
Magnus: 2018
- Campionato portoghese: 1
Sporting CP: 2020-21
- Coppa del Portogallo: 4
Sporting CP: 2018-19, 2019-20, 2020-21
Benfica: 2022-23
- Supercoppa portoghese: 2
Sporting CP: 2018, 2019
- Taça da Liga: 1
Sporting CP: 2020-21

#### Competizioni internazionali
- UEFA Champions League: 2
Sporting CP: 2018-19, 2020-21

### Nazionale
- Coppa America: 2
Argentina 2017, Paraguay 2024